# Slag bij Adwa
De Slag bij Adwa was de beslissende veldslag van de Italiaans-Ethiopische Oorlog bij de Ethiopische stad Adwa in 1896. De Ethiopische overwinning voorkwam een poging tot kolonisatie door het koninkrijk Italië.

## De slag
Het pas gevormde Italië was een nieuwkomer bij de Europese Wedloop om Afrika. Na het koloniseren van Eritrea en Somalië richtten de Italianen hun pijlen op het Ethiopische keizerrijk van Menelik II.
Het Italiaanse leger was klein, onervaren en maakte gebruik van slechte landkaarten die leidden tot strategische fouten. Het Ethiopische leger overtrof de Italianen in aantal met ongeveer vijf à zes maal meer soldaten. Bijgestaan door zijn Zwitserse adviseur Alfred Ilg, had Menelik II zijn leger laten uitrusten met honderdduizend moderne Lebel-geweren. Bovendien leverde het bevriende Rusland wapens, militaire officieren en medische hulpmiddelen. Niettemin maakte een deel van het leger ook gebruik van lansen.
Het Italiaanse leger werd volledig overweldigd door het Ethiopische leger en werd gedwongen tot terugtrekking, wat leidde tot een vredesverdrag en het einde van de oorlog. De Afrikaanse overwinning kwam in Europa aan als een schok; nadat vrijwel het gehele continent door Europeanen was overrompeld bleef Ethiopië als enige overeind staan, met uitzondering van de Somalische Derwisjstaat en het door vroegere slaven van de Amerikaanse president James Monroe gestichte Liberia.
De Italianen zouden 40 jaar later met meer succes Ethiopië aanvallen tijdens de Tweede Italiaans-Ethiopische Oorlog.

## Voetnoten
1. ↑  Jürgen Osterhammel, De metamorfose van de wereld, 2022, p. 519

- Biblioteca Nacional de España: XX545298
- Bibliothèque nationale de France: cb124601130 (data)
- Library of Congress Control Number: sh85000990
- Nationale Bibliotheek van Israël: 987007292946705171